# Callicostella leptocladula
Callicostella leptocladula là một loài rêu trong họ Pilotrichaceae. Loài này được (Müll. Hal. ex Broth.) Broth. mô tả khoa học đầu tiên năm 1907.